# Save the Last Dance for Me
Save the Last Dance for Me är en sång skriven av Doc Pomus och Mort Shuman. Den första versionen gjordes av den amerikanska gruppen The Drifters och släpptes i mitten av 1960. Låten blev snabbt populär och nådde #1 på poplistorna i USA och #2 i Storbritannien i december 1960. Bara någon månad sedan originalversionen släppts kom svarsversionen "I'll Save The last Dance For You" med sångerskan Damita Jo och den blev hennes största hit. Brittiske sångaren Billy Fury spelade in varianten "You're Having The Last Dance With Me".
Sången finns i hundratals inspelningar av olika artister och på olika språk, till exempel av Ike Turner och Tina Turner, Emmylou Harris och Dolly Parton. 2006 tog Michael Bublé sin version till placeringen #99 på USA-listorna.
På svenska finns den i åtminstone ett 10-tal inspelningar. Maj Åkerlund har skrivit en text på svenska som heter Spara sista dansen för mig, som spelades in av Charlie Norman på EP-skivan Oj då, kära nån! 1961 . Den har också spelats in av Towa Carson och är den största inspelningen av den svenska titeln som gjorts och har varit på Svensktoppen och dansband som Cool Candys, Sten & Stanley på albumet Musik, dans & party 6 1991  samt Drifters (dansbandet från Sverige) på albumet Nästa gång det blir sommar 1993  med Marie Arturén som sångerska, och en nyinspelning med Erica Sjöström som sångerska på coveralbumet Tycker om dig: Svängiga låtar från förr 2008 .
I Dansbandskampen 2008 framfördes låten av Good Timers. Dock inte live i Sveriges Televisions sändningar då man slogs ut redan före momentet "Dansbandsklassikern". Däremot fanns versionen på Dansbandskampens officiella samlingsalbum Dansbandskampen 2008 2-CD.  Man sjöng på svenska, i långsamt tempo, och avslutade med att säga orden Darling, save the last dance for me. I Dansbandskampen 2009 framfördes den av The Playtones (på engelska). De tog 2010 även med sin version på albumet Rock'n'Roll Dance Party.

## Listplaceringar
| Lista (1960-1961) | Topplacering |
| ----------------- | ------------ |
| Norge             | 3            |

### Fotnoter
1. ↑  Information i Svensk mediedatabas.
2. ↑  Information i Svensk mediedatabas.
3. ↑  Information i Svensk mediedatabas.
4. ↑  Information i Svensk mediedatabas.
5. ↑  ”Svensk mediedatabas”. http://smdb.kb.se/catalog/id/002438558. Läst 13 maj 2011.
6. ↑  ”Svensk mediedatabas”. http://smdb.kb.se/catalog/id/002599087. Läst 21 juli 2011.
7. ↑  ”Listplacering”. http://norwegiancharts.com/showitem.asp?interpret=The+Drifters&titel=Save+The+Last+Dance+For+Me&cat=s. Läst 13 maj 2011.